# 高梨としみつ
高梨 としみつ（たかなし としみつ　本名：高梨 年光、1962年6月19日 - ）は、日本の漫画家、イラストレーター。千葉県千葉市出身。

## 経歴
19歳のとき美術専門学校を中退し、漫画家・北野英明氏のアシスタントとなる。後にチーフアシスタントに。7年間師事し、グラフィックデザイナーに転身。デザイン会社勤務後、1994年小学館DIME誌上にて、家電マニュアルコミック「シンイチローに訊け！」連載開始。単行本化されていないが、長期連載「業界伝説エックス君」(ムックハウス)などの作品がある。現在はイラストレーターとしても活躍中。